# Michèle Blöchliger
Michèle Blöchliger, née le 21 octobre 1967 à Bâle (originaire du même lieu, binationale britanno-suisse), est une personnalité politique suisse, membre de l'Union démocratique du centre (UDC).
Elle est conseillère d'État du canton de Nidwald depuis 2018.

## Biographie
Michèle Blöchliger naît le 21 octobre 1967 à Bâle. Originaire du même lieu, elle possède également la nationalité britannique par sa mère, qui est anglaise.
Elle suit l'école primaire à Riehen, dans le canton de Bâle-Ville, et Wiesbaden, puis le gymnase à Bâle, où elle obtient une maturité de type D (italien) en 1986. Elle fait ensuite des études de droit à l'Université de Bâle et obtient sa licence en 1991. Après son stage, elle obtient son brevet d'avocat du canton de Nidwald en avril 1995. Elle exerce la profession d'avocat dans deux cabinets jusqu'en 1996, date à laquelle elle est engagée comme avocate par UBS. Elle reste deux ans à ce poste, puis devient conseillère juridique pendant huit ans. En 2007, elle devient directrice suppléante d'une agence régionale d'UBS, puis en 2013 directrice d'une PME de bijouterie du canton de Zoug, qui fait faillite en 2016. En septembre 2016, elle ouvre son propre cabinet d'avocate à Rotkreuz,.
Elle est mariée et mère de trois enfants et habite à Hergiswil.

## Parcours politique
Elle fonde l'UDC nidwaldienne en 1999 et en devient le premier président jusqu'en 2005,.
Elle siège au Landrat du canton de Nidwald de 2002 à 2018. Elle le préside la commission judiciaire à partir de 2006 et le parlement en 2017-2018.
En 2015, elle fait partie de la commission de six personnes interne à l'UDC chargée d'examiner les candidatures des membres du parti au Conseil fédéral,.
Le 4 mars 2018, elle est élue au Conseil d'État du canton de Nidwald, le Parti libéral-radical échouant pour 344 voix (7397 pour Niklaus Reinhard contre 7741 à la candidate UDC) à récupérer son deuxième siège,. Elle prend ses fonctions le 1er juillet 2018, succédant à son collègue de parti démissionnaire Ueli Amstad. Elle est à la tête du département de la santé et des affaires sociales jusqu'en juin 2022. Pendant la pandémie de COVID-19, elle autorise les terrasses des restaurants à rester ouvertes malgré l'interdiction nationale.
Après sa réélection en troisième position de l'ensemble des candidats en mars 2022, elle reprend le département des finances.
Le 17 octobre 2022, elle annonce qu'elle est candidate à la succession d'Ueli Maurer au Conseil fédéral. Son parti ne la retient pas le 19 novembre 2022 sur le ticket officiel, composé d'Albert Rösti et Hans-Ueli Vogt.